# Algernon Clement Fuller
Algernon Clement Fuller, britanski general, * 30. marec 1885, † 6. avgust 1970.